# タイム・イズ・オン・マイ・サイド
「タイム・イズ・オン・マイ・サイド」 (Time Is on My Side) は、ジェリー・ラゴヴォイが「ノーマン・ミード」 (Norman Meade) の変名を用い作曲した楽曲。ローリング・ストーンズのカバー・バージョンで知られる。

## 概要
オリジナルは、アメリカのジャズ・トロンボーン奏者のカイ・ウィンディングが1963年に発表した。タイトルの意味は「時間は私の味方」で、コーラスが歌う内容は「俺と別れて自由になりたいと言ってるが、きっと俺の所に戻って来るさ」である。コーラスはディオンヌ・ワーウィックと妹のディー・ディー・ワーウィック、姉妹の叔母でホイットニー・ヒューストンの母にあたるシシー・ヒューストンの3人が担当した。
1964年6月、ジミー・ノーマンによって新たな歌詞がつけられ、インペリアル・レコードに所属していた女性シンガー、アーマ・トーマスによって歌われた。

## ローリング・ストーンズのバージョン
ローリング・ストーンズのカバーには、イントロダクションがオルガンによるものとギターによるものがある。1964年9月26日にアメリカでシングルA面曲として発表されたものはオルガン・バージョンで、Billboard Hot 100の6位を記録し、米ロンドン盤アルバム『12×5』に収録された。本国イギリスで翌1965年1月に発売されたアルバム『ザ・ローリング・ストーンズ No.2』には、ギター・バージョンが収録された。
日本では、1964年発売のシングルのA面にはオルガン・バージョン、1968年発売のシングル「テル・ミー」のB面にはギター・バージョンが使用された。

## その他のバージョン
ウィルソン・ピケット、オージェイズ、パティ・スミス（1977年のシングル「Ask the Angels」のB面）、ムーディー・ブルース、プリティ・シングス、ブライアン・プール＆ザ・トレメローズ、ビヴァリー・ナイトらがカバーしている。
日本では、ザ・タイガース（1967年のアルバム『THE TIGERS ON STAGE』、1971年のアルバム『フィナーレ』に収録）、ザ・スパイダース等が録音を残している。また、1996年にトヨタ・クレスタのCMで沢田研二、高橋幸宏、玉置浩二の3人がこの曲を演奏し販促用にCD化されている(非売品）。